# 初体験物語2
『初体験物語2』（はつたいけんものがたりつー）は1992年2月25日に発売されたオリジナルビデオ。

## キャスト
- 藤原秀樹
- 菊池則江
- 松下一矢
- 原田ひかり
- ふとがね金太
- しのざき美知
- 高沢順子
- 守口文子

## スタッフ
- 製作：徳間ジャパンコミュニケーションズ
- 製作協力：エイジェント21
- 監督:松原信吾
- 脚本:前田治行
- 音楽:石橋ZUN強

| スタブアイコン | サブスタブ | この項目は、まだ閲覧者の調べものの参照としては役立たない、映画に関連した書きかけの項目です。この項目を加筆・訂正などしてくださる協力者を求めています（P:映画/PJ:映画）。 |